# Gondor
Gondor (sin. Kamienny Kraj) – kraina i państwo ze stworzonej przez J.R.R. Tolkiena mitologii Śródziemia.
Królestwo Gondoru zostało założone razem z królestwem Arnoru przez Elendila w 3320 Drugiej Ery po zatopieniu Númenoru. W czasie Wojny o Pierścień Gondor leżał na południe od Rohanu i na zachód od Mordoru, nad Zatoką Belfalas, jednak w czasach swojej największej świetności, które przypadają na jedenasty wiek Trzeciej Ery, rozciągał się od Pól Celebrantu na północy do Umbaru na południu i od Morza Rhûn na wschodzie po Gwathló na zachodzie.
Gondorem władali królowie z rodu Anáriona, lecz w 2050 Trzeciej Ery zaginął ostatni potomek tej linii, Eärnur. Od tego czasu krajem rządziła dynastia Namiestników. Pod koniec Trzeciej Ery, w czasach, w których toczy się akcja Władcy Pierścieni, namiestnikiem Gondoru był Denethor II. Po jego śmierci władzę w Gondorze przejął król Elessar, dziedzic Isildura, który ponownie zjednoczył oba królestwa Dúnedainów na wygnaniu. Kolejnym namiestnikiem, na usługach króla Elessara, został Faramir, syn Denethora II.

## Kultura

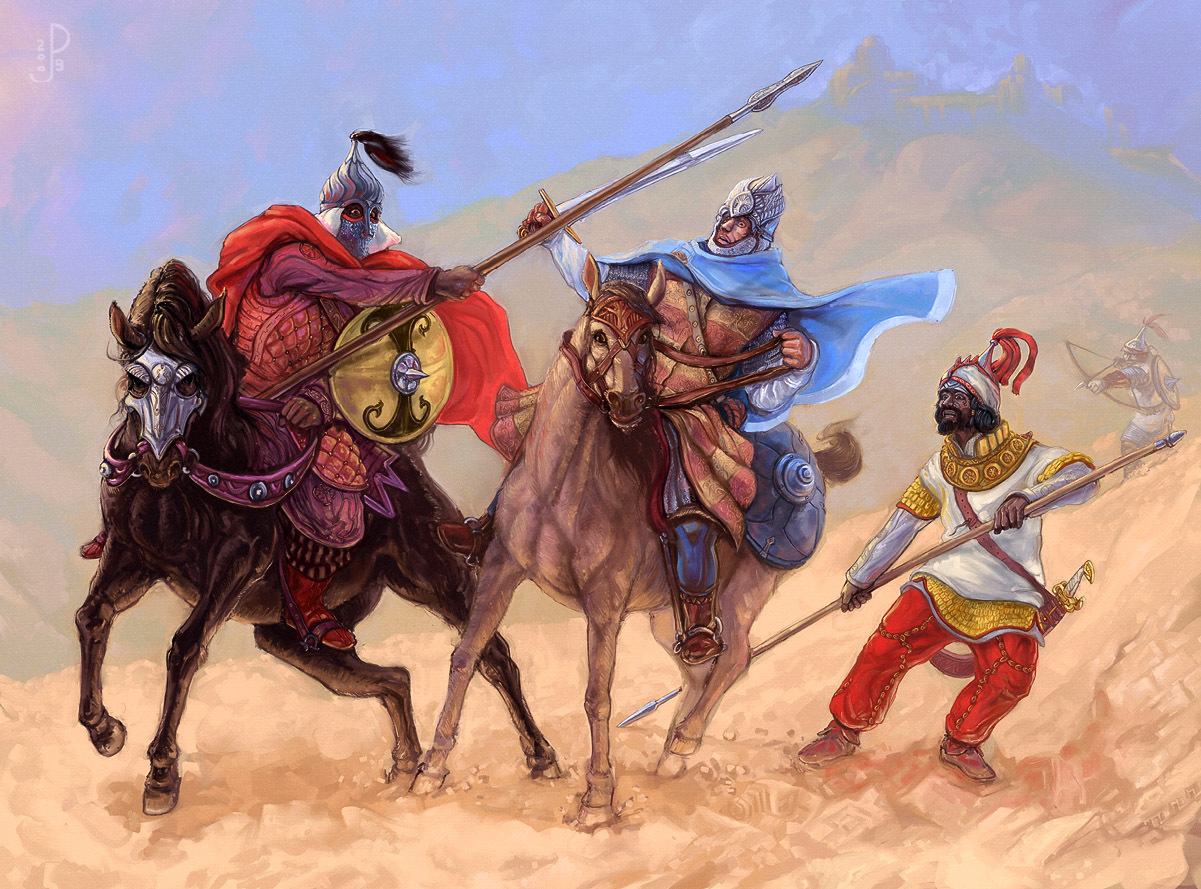
Wyobrażenie Gondorczyka zaatakowanego przez trzech Haradrimów autorstwa Jana Pospíšila (2009)

Mieszkańcy tego państwa (Gondorczycy, Gondorianie) nie byli jednorodni pod względem pochodzenia, w związku z czym dzieli się ich pod tym względem na trzy grupy.
Pierwszą z nich, stosunkowo najmniej liczną, stanowili czystej krwi Dúnedainowie. Wśród nich byli przedstawiciele dynastii królewskiej (Linii Południowej) oraz najmożniejszych rodów szlacheckich, takich jak książęta Dol Amrothu czy Ród Húrina, dynastia namiestników Gondoru. Jednak z biegiem czasu długość życia tych Dúnedainów uległa pewnemu skróceniu, w porównaniu do ich pobratymców z dawnego Arnoru.
Drugą grupę stanowili ci mieszkańcy Gondoru, którzy pochodzili od dawnej ludności zamieszkującej te obszary w Drugiej Erze, lecz w swoich żyłach mieli również krew Númenorejczyków. Byli oni szczególnie liczni w Minas Tirith i okolicach tego miasta oraz w Belfalas.
Trzecia grupa to Gondorczycy pochodzący tylko od dawnych mieszkańców dolin w Ered Nimrais. Zaliczano do nich ludzi z Lossarnach czy też górali z Lamedonu. Sporo mieszkańców królestwa było też potomkami Nortów, którzy osiedlali się w Gondorze zwłaszcza po wojnie domowej z XV wieku Trzeciej Ery (tzw. Waśń Rodzinna).
Podczas Wojny o Pierścień, w końcu Trzeciej Ery, językiem większości mieszkańców Gondoru była Wspólna Mowa. Zresztą właśnie w Gondorze przetrwał w najczystszym starym stylu i najpiękniejszym brzmieniu. Niektórzy spośród Gondorczyków znali i posługiwali się sindarinem.

## Królowie Gondoru

### Zakres władzy królewskiej
Królowie Gondoru posiadali pełnię władzy i podejmowali wszystkie najważniejsze decyzje w państwie. Ograniczały ich jedynie ustanowione wcześniej prawa. Ciałem doradczym królów była Rada Gondoru.
Każdy władca mianował swojego namiestnika oraz poszczególnych ministrów i dowódców wojskowych. Dodać należy, iż gondorski król panował od chwili wstąpienia na tron do swej śmierci, nie zdarzało się by wcześniej abdykował na rzecz następcy, tak jak do pewnego czasu miało to miejsce w Númenorze. Monarcha, jeśli chciał, mógł objąć bezpośrednią komendę nad każdą z armii, choć wedle zwyczaju powinien wpierw dostarczyć krajowi następcę tronu, który miał bezpiecznie pozostać na tyłach.
Jako potomkowie Elendila monarchowie mieli niezbywalne prawo do używania i dysponowania palantírami i tylko z ich upoważnienia inne osoby mogły korzystać z Kryształów Jasnowidzenia. Tylko oni znali położenie grobu wielkiego przodka na Amon Anwar. Każdy monarcha winien był zaprowadzić tam swego następcę, by przekazać mu wszystkie tajemnice państwa.
Królowie Gondoru posiadali też moc uzdrawiania ludzi, co miało niebagatelne znaczenie, bowiem (...) „ręce króla mają moc uzdrawiania”. Po tym właśnie rozpoznawano zawsze prawowitych królów.

### Królowie Żeglarze
Spośród wymienionych w liście władców, czterech określano wspólnym mianem. Byli to: Falastur, Eärnil I, Ciryandil i Hyarmendacil I. Zwano ich Królami Żeglarzami, bowiem każdy z nich skupiał się na rozszerzaniu granic państwa wzdłuż wybrzeży, na zachód i południe od Ethir Anduin oraz intensywnej rozbudowie floty. Monarchowie ci doprowadzili Gondor do osiągnięcia szczytu potęgi.

### Insygnia i miejsce pochówku
Symbolem i głównym insygnium władzy monarchów była Srebrna Korona. Na sztandarze królów widniało godło Elendila – Białe Drzewo pod Siedmioma Gwiazdami i Srebrną Koroną na czarnym tle.
Monarsza nekropolia, nazywana Domem Królów, znajdowała się w Grobowcach Minas Tirith.

### Pochodzenie
Królowie Gondoru wywodzili się od Elendila, który za życia jako Najwyższy Król, był uznawany za władcę Gondoru, choć to jego synowie, Isildur i Anárion, faktycznie rządzili w tym kraju. Dlatego też jego imię otwierało poczet gondorskich monarchów. Na początku Trzeciej Ery Isildur zdał rządy w Południowym Królestwie swemu bratankowi, Meneldilowi. Przez następne stulecia władali Gondorem jego potomkowie (Linia Południowa), dopóki ich ród nie wygasł w 2050 roku. Od tego czasu państwem rządzili namiestnicy. Dopiero w 3019 roku Aragorn II wznowił linię monarchów. Pochodził z Linii Północnej, a swoje roszczenia popierał dwoma argumentami:
- był potomkiem Isildura, który nigdy nie zrzekł się zwierzchniej władzy nad Gondorem;
- wśród przodków Aragorna była księżniczka Fíriel, córka króla Ondohera z Linii Południowej. Wobec bezpotomnej śmieci braci, Artamira i Faramira, prawo dziedziczenia tronu przechodziło na nią i na jej potomków. Co więcej jako pierwsze dziecko króla, wedle dawnych praw sukcesji w Númenorze, to ona winna objąć tron, a nie wywodzący się z jednej z bocznych linii dynastii Eärnil II.

Odtąd Gondor, będąc częścią Zjednoczonego Królestwa, był rządzony przez Aragorna (panował pod imieniem Elessara) i jego następców z rodu Telcontaron (qya. Obieżyświatów).

## Namiestnicy Gondoru
W tolkienowskim legendarium namiestnicy są najwyższymi dostojnikami Gondoru. Gdy rządząca tam dynastia królewska wygasa bezpotomnie, to oni obejmują obowiązki głów państwa, nigdy jednak nie przybierając korony. Okres ich rządów to czas postępującego słabnięcia Gondoru. Czasy władzy namiestników kończą się wraz z przybyciem Aragorna, członka Drużyny Pierścienia i zarazem potomka dawnych królów.

### Początki urzędu
Urząd namiestnika został ustanowiony przez króla Rómendacila I. Monarcha wybierał na tę godność człowieka zaufanego i mądrego, zwykle będącego w zaawansowanym wieku. Nigdy nie wywodził się on z dynastii królewskiej. Nie wolno mu było opuszczać państwa ani uczestniczyć w wojennych wyprawach. Namiestnik służył monarsze radą, a przed każdą koronacją przekazywał nowemu władcy zwój z informacją o lokalizacji grobu Elendila Wiernego na Amon Anwar. Urząd ten był pełniony dożywotnio. W języku quenya namiestnika określano mianem Arandur, co znaczy w tej mowie Sługa króla.

### Ród Húrina i wzrost znaczenia
Król Minardil mianował swoim namiestnikiem Húrina z Emyn Arnen, wywodzącego się jednak z rodu pokrewnego monarszemu. Odtąd wszyscy kolejni monarchowie wybierali na ten urząd jego potomków.
Z biegiem czasu godność namiestnika zyskiwała na znaczeniu. Zasiadał on w Radzie Gondoru, był „zastępcą” króla, a w potrzebie i wicekrólem. Sprawował też pieczę nad palantírami.
Po śmierci króla Ondohera i jego synów w bitwie na Dagorlad w 1944 roku, to właśnie namiestnik Pelendur rządził przez rok państwem podczas bezkrólewia (1944 – 1945). On też przyczynił się do odrzucenia roszczeń do tronu króla Arvedui z Arthedainu i obioru Eärnila II. Gdy zaś Pelendur zmarł w 1998 roku, urząd namiestnika stał się godnością dziedziczną i odtąd przechodził z ojca na syna, ewentualnie na najbliższego spadkobiercę.

### Namiestnicy rządzący
W 2050 roku, gdy zaginął król Eärnur, władzę w jego imieniu zaczął sprawować namiestnik Mardil. Los monarchy był nieznany, a tronu nie oddano któremukolwiek z pretendentów, bowiem żaden z nich nie miał pełnych praw do dziedziczenia po Eärnurze i żaden nie był niekwestionowanym członkiem dynastii królewskiej. Nie chcąc doprowadzić do wybuchu wojny domowej, władzę w królestwie powierzono najważniejszemu dostojnikowi w monarchii.
Mardil był więc pierwszym namiestnikiem rządzącym Gondorem. Każdy z jego następców, obejmując urząd po śmierci poprzednika, składał przysięgę, iż będzie sprawował rządy w imieniu króla aż do jego powrotu. Z biegiem czasu stał się to zwrot czysto zwyczajowy i ceremonialny, a sami namiestnicy nie wierzyli w powrót prawowitego króla. Nie przykładali też wagi do podtrzymywanych pogłoskach o istnieniu w ukryciu Linii Północnej rodu Elendila, której przedstawiciele mieli prawa do tronu Gondoru.

#### Zakres władzy
Namiestnicy mieli ten sam zakres praw i obowiązków, co dawni królowie, i tak jak oni posiadali pełnię władzy. Ograniczały ich jedynie wcześniej ustanowione prawa.
Podejmowali zatem wszystkie najważniejsze decyzje w państwie. Ich ciałem doradczym była Rada Gondoru. Z mocy prawa i urzędu namiestnicy korzystali z palantírów. Każdy z nich mógł również objąć bezpośrednią komendę nad armią. Do 2510 roku kolejni namiestnicy wraz ze swymi następcami odwiedzali grób Elendila Wiernego na Amon Anwar.

#### Insygnia, tytuły, miejsce pochówku
Mimo iż namiestnicy posiadali w praktyce pełnię władzy królewskiej, nigdy nie nosili korony. W Wielkiej Sali Białej Wieży w Minas Tirith zasiadali nie na tronie monarchów, lecz poniżej niego, na czarnym kamiennym fotelu. Insygnium i symbolem ich władzy była biała laska (różdżka), opatrzona złotą gałką. Sztandar namiestników również był cały biały, bez żadnych godeł.
Tytułowano ich mianami – Namiestnik Wielkiego Króla oraz Władca i Namiestnik Minas Tirith.
Nekropolia namiestników, nazywana Domem Namiestników, znajdowała się w Grobowcach Minas Tirith.

#### Powrót króla
Po pokonaniu Saurona w 3019 roku, gdy „król powrócił” do Gondoru w osobie Aragorna II, linia rządzących namiestników zakończyła się na Denethorze II. Jego syn Faramir nie był wliczany w ich poczet, bowiem Gondorem samodzielnie władał niecałe dwa miesiące, żeby w porządku przekazać powiernictwo prawemu władcy. Jednak podczas koronacji Aragorn II zatwierdził Faramira na urzędzie namiestnika, który odtąd znów był głównym dostojnikiem w służbie króla.

### Czwarta Era
Wkrótce potem urząd ten połączono z tytułem księcia Ithilien. Namiestnicy w Zjednoczonym Królestwie Arnoru i Gondoru nadal zajmowali wysoką pozycję. Jako książęta Ithilien byli jednymi z największych wielmożów w państwie. Zasiadali w Wielkiej Radzie Gondoru, byli przedstawicielami monarchy podczas jego nieobecności, choroby, czy bezkrólewia między śmiercią władcy a objęciem tronu przez następcę. Podczas wojennych kampanii mogli zastępować króla w dowództwie. Sprawowali też pieczę nad wschodnimi granicami królestwa. Ich gwardią przyboczną była Biała Kompania.

## Rada Gondoru
Ciałem doradczym królów była Rada Gondoru. Składała się z wysokich dostojników oraz władców poszczególnych lenn na ziemiach królestwa. Niewątpliwie również każdy namiestnik był członkiem tej rady. Miała ona głos doradczy i mogła sugerować monarsze sposób podjęcia jakiejś decyzji (pełniła rolę analogiczną jak Rada Berła w Númenorze czy Rada Królestwa Północy w Arnorze).
Jednak w latach 1944–1945 Trzeciej Ery znaczenie Rady wzrosło: kiedy bowiem w bitwie zginął król Ondoher i jego synowie (Artamir oraz Faramir), to właśnie Rada zadecydowała o objęciu tronu przez Eärnila II i odrzuceniu roszczeń księcia Arvedui z Arthedainu.
Za czasów namiestników rządzących Gondorem (od 2050 do 3019 roku Trzeciej Ery) Rada istniała nadal. Odgrywała taką samą rolę, jak za panowania monarchów. Namiestnik jednak nie musiał postępować zgodnie z tymi wskazówkami. Szczególnie znany z tego był Denethor II: (...) zazwyczaj narzucał swoją wolę Radzie, (...) słuchał rad, ale potem robił zawsze wszystko wedle własnej myśli (tak było podczas narad w trakcie oblężenia Minas Tirith).
Król Elessar, przywróciwszy monarsze rządy w Gondorze, również miał u swego boku radę. Zwano ją Wielką Radą Gondoru. Miała ona prawo wypowiadać się we wszystkich ważnych kwestiach, dotyczących zarówno kraju, jak i zagranicy. W jej skład wchodzili dowódcy wojskowi, władcy lenn oraz (jako główny doradca) namiestnik.

## Książęta Dol Amrothu
Książęta Dol Amrothu byli jednym z najważniejszych rodów szlacheckich w Gondorze, zarówno za rządów monarchów, jak i namiestników. Zasiadali zapewne w Radzie Gondoru.
Wywodzili się od rodziny ze stronnictwa Wiernych, która opuściła Númenor, jeszcze przed jego Upadkiem i osiedliła się w Belfalas, w warowni położonej na wysokim cyplu (w Trzeciej Erze nazwano ją Dol Amroth). Spokrewniony z ową rodziną Elendil, po założeniu królestw Arnoru i Gondoru (3320 rok Drugiej Ery) – nadał jej tytuł książęcy. Odtąd przedstawiciele tego rodu władali Belfalas jako lennem.
Książęta mieli domieszkę krwi elfów, gdyż Imrazôr około 1980 roku pojął za żonę kobietę z plemienia elfów z Lórien, imieniem Mithrellas, którą znalazł zagubioną podczas podróży do Edhellondu. Miał z nią dwoje dzieci: syna Galadora, który zapoczątkował linię książąt Dol Amrothu, i córkę Gilmith.
Książęta Dol Amrothu mieli z reguły szare oczy i ciemne włosy, lecz brak im było zarostu (podobnie jak elfom).
Z rodu książęcego pochodziła Finduilas, żona Denethora II oraz Lothíriel, małżonka Éomera.

## Lista królów Gondoru

### W Drugiej Erze

#### Elendil
Uznaje się go za pierwszego króla Gondoru. Panował jako Najwyższy Król Arnoru i Gondoru od założenia tych państw w 3320 roku do śmierci w boju z Sauronem w 3441 roku DE.

#### Anárion
Wspólnie z Isildurem rządził Gondorem od założenia państwa w 3320 roku DE do swojej śmierci w 3440 roku.

#### Isildur
Początkowo rządził wspólnie z Anárionem, a w 3441 roku DE, po śmierci Elendila, przejął tytuł Najwyższego Króla Arnoru i Gondoru. Panował do 2 roku TE.

### Linia Południowa

#### Meneldil
Był trzecim królem Gondoru, urodził się w 3318 roku DE. Był czwartym dzieckiem Anáriona i ostatnim ocalałym z Upadku człowiekiem, który urodził się w Númenorze. Objął tron w 2 roku TE, gdy Isildur udał się do Arnoru i przekazał mu władzę w Gondorze. Był przewidującym władcą. Panował do końca swego życia, przez 156 lat. Zmarł w 158 roku.
Imię Meneldil znaczy Miłujący niebiosa (ewentualnie Oddany niebiosom, Kochający niebiosa).

#### Cemendur
Był czwartym królem Gondoru, urodził się w 3430 roku DE, na tron wstąpił w 158 roku TE. Panował do końca swego życia, przez 80 lat. Zmarł w 238 roku.
Imię Cemendur prawdopodobnie oznacza Miłujący ziemię (ewentualnie Oddany ziemi).

#### Eärendil
Był piątym królem Gondoru, urodził się w 48 roku TE, na tron wstąpił w 238 roku. Panował do swej śmierci, przez 86 lat. Zmarł w 324 roku.
Imię Eärendil znaczy Miłujący morze (ewentualnie Oddany morzu, Wielki żeglarz). Monarcha nosił je na pamiątkę słynnego Eärendila Żeglarza.

#### Anardil
Był szóstym królem Gondoru, urodził się w 136 roku TE, na tron wstąpił w 324 roku. Panował do końca swego życia, przez 87 lat. Zmarł w 411 roku.
Imię Anardil znaczy Miłujący słońce (ewentualnie Oddany słońcu, Kochający słońce).

#### Ostoher
Był siódmym królem Gondoru, urodził się w 222 roku TE, na tron wstąpił w 411 roku. Panował do końca swego życia, przez 81 lat. W 420 roku odbudował Minas Anor i zapoczątkował zwyczaj spędzania tam lata przez dwór królewski. W 490 roku na Gondor po raz pierwszy napadli Easterlingowie. Zmarł w 492 roku.
Imię Ostoher znaczy Pan twierdzy.

#### Rómendacil I
Był ósmym królem Gondoru, urodził się w 310 roku TE, na tron wstąpił w 492 roku. Rządził przez 49 lat. W 500 roku odparł pierwszy najazd Easterlingów na Gondor. Po tym zwycięstwie przybrał imię Rómendacil (wcześniej nazywał się Tarostar). W czasie swego panowania ustanowił urząd namiestnika. Poległ w walce z kolejnym najazdem Easterlingów w 541 roku.
Imię Rómendacil znaczy Zwycięzca Wschodu, a Tarostar – Królewska forteca.

#### Turambar
Był dziewiątym królem Gondoru, urodził się w 397 roku TE, na tron wstąpił w 541 roku i panował do końca swego życia, przez 126 lat. Podczas swoich rządów pokonał w 550 roku atakujących królestwo Easterlingów, którzy zabili w walce jego ojca, i znacznie rozszerzył granice państwa na wschodzie. Zmarł w 667 roku.
Imię Turambar znaczy Pan losu.

#### Atanatar I
Był dziesiątym królem Gondoru, urodził się w 480 roku TE, na tron wstąpił w 667 roku. Panował do końca swego życia, przez 81 lat. Zmarł w 748 roku TE.
Imię Atanatar znaczy Ojciec ludzi.

#### Siriondil
Był jedenastym królem Gondoru, urodził się w 570 roku TE, na tron wstąpił w 748 roku. Panował do końca swego życia, przez 82 lata. Zmarł w 830 roku.
Imię Siriondil znaczy Miłujący strumień (ewentualnie Oddany strumieniowi, Kochający strumień).

#### Falastur
Był dwunastym królem Gondoru, urodził się w 654 roku TE, na tron wstąpił w 830 roku i panował do końca swego życia, przez 83 lata. Był pierwszym z tzw. Królów Żeglarzy. Zaczął rozszerzać panowanie Gondoru na wybrzeża, położone na zachód i południe od ujścia Anduiny. Po swych licznych zwycięstwach przybrał imię Falastura (wcześniej nazywał się Tarannon). Pojął za żonę Berúthiel, lecz nie miał potomstwa (jako pierwszy z monarchów Gondoru). Zmarł w 913 roku. Następnie tron objął jego bratanek, Eärnil.
Imię Falastur znaczy Pan wybrzeży, a Tarannon – Brama królewska.

#### Eärnil I
Był trzynastym królem Gondoru, drugim z tzw. Królów Żeglarzy. Urodził się w 736 roku TE. Był synem Tarciryana, brat króla Falastura. Na tron wstąpił po śmierci stryja w 913 roku. W czasie swego panowania (trwającego 23 lata) odbudował Pelargir i stworzył potężną flotę. W 933 roku odniósł wielkie zwycięstwo – zdobył Umbar, który do tej pory znajdował się w rękach Korsarzy. Monarcha długo nie cieszył się tym sukcesem. Utonął w czasie wielkiego sztormu w pobliżu Umbaru w 936 roku.
Imię Eärnil znaczy Miłujący morze (ewentualnie Oddany morzu).

#### Ciryandil
Był czternastym królem Gondoru, trzecim z tzw. Królów Żeglarzy. Urodził się w 820 roku TE, na tron wstąpił w 936 roku. Panował do końca swego życia, przez 79 lat. Kontynuował politykę ojca, rozbudowując flotę. W 1015 roku zaatakowali Gondor Haradrimowie, podburzeni przez dawnych władców Umbaru. Ciryandil stawił czoło napaści, lecz poniósł klęskę i poległ w bitwie w 1015 roku.
Imię Ciryandil znaczy Miłujący okręt (ewentualnie Oddany okrętowi, Kochający okręt).

#### Hyarmendacil I
Był piętnastym królem Gondoru, czwartym i ostatnim z tzw. Królów Żeglarzy. Na tron wstąpił w 1015 roku. W tym czasie trwała wojna z Haradrimami, którzy cały czas oblegali Umbar. Jedynie dzięki znakomitej flocie Gondorczycy byli w stanie utrzymać tę twierdzę. Hyarmendacil długo przygotowywał armię, aż uderzył na przeciwników (zarówno na lądzie, jak i na morzu). Odniósł zwycięstwo (w 1050 roku) i zmusił Haradrimów do uznania swej zwierzchności. Przybrał wtedy imię Hyarmendacil (wcześniej nazywał się Ciryaher). Gondor za jego panowania osiągnął szczyt potęgi i maksymalny zasięg wpływów (od doliny Anduiny aż po Haradwaith). Do końca życia Hyarmendacila nikt nie kwestionował jego hegemonii, a panował on przez 134 lata. Zmarł w 1149 roku.
Imię Hyarmendacil znaczy Zwycięzca Południa, a Ciryaher – Pan okrętu.

#### Atanatar II
Był szesnastym królem Gondoru, urodził się w 977 roku TE, na tron wstąpił w 1149 roku i panował do końca swego życia, przez 77 lat. Zmarł w 1226 roku. Jego ojciec doprowadził królestwo do szczytu potęgi, lecz Atanatar nie zrobił nic, by umocnić państwo. Używał życia pędząc je w przepychu. Za jego rządów można było dostrzec pierwsze oznaki zmierzchu Gondoru. Zaniedbywać zaczęto też straż w twierdzach na granicach Mordoru. Mimo to panowanie tego władcy uznawano za jedno z najświetniejszych, a sam monarcha nosił przydomek Alcarin (Sławny, Okryty chwałą). Do okresu tych właśnie rządów odnosi się powiedzenie, iż w Gondorze dzieci bawią się drogocennymi kamieniami jak piaskiem. Na jego polecenie Srebrna Korona królów Gondoru, została zamieniona na nową, dużo bardziej bogatszą i ozdobną. Prócz swego następcy, monarcha miał jeszcze jednego syna, Calmacila.
Imię Atanatar znaczy Ojciec ludzi. Przydomek Alcarin jest również słowem quenejskim.

#### Narmacil I
Był siedemnastym królem Gondoru, urodził się w 1049 roku TE, na tron wstąpił w 1226 roku. Panował do końca swego życia, przez 68 lat. Zmarł w 1294 roku. Za jego czasów Easterlingowie zaczęli niepokoić granice królestwa. Narmacil, podobnie jak ojciec, nie odznaczał się energią i chciał oszczędzić sobie kłopotu, więc mianował swego bratanka Minalcara regentem (w 1240 roku). Odtąd to właśnie regent przejął na siebie wszystkie obowiązki, a monarcha jedynie pędził życie w bogactwie i wielkim przepychu. Zmarł bezpotomnie, a tron objął jego młodszy brat, Calmacil.
Imię Narmacil prawdopodobnie znaczy Miecz słońca.

#### Calmacil
Był osiemnastym królem Gondoru, urodził się w 1058 roku TE, na tron wstąpił w 1294 roku, po bezpotomnej śmierci starszego brata Narmacila I. Panował do końca swego życia, przez 10 lat. Zmarł w 1304 roku. W czasie rządów Calmacila faktyczną władzę sprawował jego syn, Minalcar, pełniący funkcję regenta. Monarcha pędził zaś swoje życie w przepychu i bogactwie, tak samo jak ojciec i brat. Miał jeszcze jednego syna – Calimehtara.

#### Rómendacil II
Był dziewiętnastym królem Gondoru. Urodził się w 1126 roku. Odznaczał się wielką energią, toteż stryj Narmacil I mianował go w 1240 roku regentem (godność tę pełnił również za rządów swego ojca; łącznie przez 64 lata). Jego główną troską była obrona północnych granic, zagrożonych przez Easterlingów. Wyprawił się na nich i rozgromił ich w 1248 roku. Przybrał wtedy imię Rómendacil (wcześniej nosił imię Minalcar). Po tym zwycięstwie rozkazał wznieść Argonath u wejścia na jezioro Nen Hithoel oraz zbudować kilkanaście fortów na linii Anduiny, aż po rzekę Limlight. Starał się też zacieśniać więzi sojuszu z Nortami, którzy stanowili przedmurze Gondoru. Wielu z nich zaczęto przyjmować do gondorskiej armii. Szczególnymi łaskami regenta cieszył się Vidugavia. W 1304 roku Rómendacil został królem. Panował do swej śmierci, przez 62 lata. Zmarł w 1366 roku.
Imię Rómendacil znaczy Zwycięzca Wschodu, zaś Minalcar – Chwalebna wieża.

#### Valacar
Był dwudziestym królem Gondoru, urodził się w 1194 roku. Był synem Rómendacila II, który jeszcze jako regent wysłał go w 1250 roku jako ambasadora do Vidugavii. W ojcowskim zamyśle głównym celem tej misji było zapoznanie się młodzieńca z obyczajami i polityką Nortów, sojuszników Gondoru. Valacar uległ jednak fascynacji tymi ludźmi i pojął za żonę Vidumavi, córkę Vidugavii. Żył z nią w Rhovanionie, gdzie urodził się jego syn i dopiero po kilku latach powrócił do Gondoru. Na tron wstąpił w 1366 roku. Panował do końca swego życia, przez 66 lat. Możni Gondorczycy z niechęcią odnosili się do małżeństwa króla. Nie podobało im się również faworyzowanie przez monarchę Nortów. W ostatnim roku życia Valacara (1432 rok) wybuchł przeciw niemu bunt w południowych prowincjach, który przerodził się w wielką wojnę domowa (Waśń Rodzinną). Musiał zmierzyć się z nią syn Valacara, Eldacar.

#### Eldacar
Był dwudziestym pierwszym królem Gondoru, urodził się w 1255 roku. Był synem Valacara i Vidumavi. Urodził się w Rhovanionie, gdzie spędził kilka pierwszych lat życia, nim wraz z rodzicami powrócił do Gondoru. Wśród Nortów nosił imię Vinitharya. Jego mieszane pochodzenie wzbudzało niechęć wśród możnych Gondorczyków, więc gdy wstąpił na tron (w 1432 roku) rozpętała się wojna domowa (tzw. Waśń Rodzinna). Eldacar przez pięć lat bronił się w Osgiliath przed buntownikami (na czele których stał Castamir). W końcu, gdy miasto padło, został zmuszony do ucieczki (1437 rok). Udał się do Rhovanionu, gdzie skupili się jego zwolennicy – zarówno Nortowie, jak i Gondorczycy. Po dziesięciu latach, wiedząc o powszechnej niechęci wobec Castamira, Eldacar powrócił do Gondoru. Rozgromił buntowników w bitwie u brodów na Erui i własnoręcznie zabił uzurpatora. Oblegiwał resztki przeciwników w Pelargirze, lecz ci dysponując flotą odpłynęli do Umbaru, gdzie założyli pirackie państewko. W obliczu spustoszenia królestwa Eldacar zaczął sprowadzać osadników z Rhovanionu. Okazał się mądrym władcą. W sumie panował przez 58 lat, z czego 10 spędził na wygnaniu. Po jego śmierci w 1490 roku na tron wstąpił młodszy syn Aldamir (starszego Ornendila zamordowano w czasie Waśni Rodzinnej).
Imię Eldacar znaczy Możny elf.

#### Castamir
Był dwudziestym drugim królem Gondoru, wnukiem Calimehtara, młodszego brata Rómendacila II. Piastował stanowisko Dowódcy Floty Gondoru. W 1432 roku stanął na czele buntu przeciw królowi Eldacarowi. Gdy ten zbiegł do Rhovanionu (w 1437 roku) Castamir objął tron, jako że był najbliższym krewnym dynastii królewskiej. Miał też szczególnie duże poparcie ludności wybrzeży i wielkich portów – Pelargiru oraz Umbaru. Panował przez 10 lat. Okazał się wyniosłym, skąpym i okrutnym władcą. Kazał stracić wziętego do niewoli syna Eldacara, Ornendila. W Osgiliath (gdzie bronił się wygnany król) dokonał wielkiej rzezi i zniszczył miasto. Podczas swego panowania dbał wyłącznie o flotę i nosił się z zamiarem przeniesienia stolicy do Pelargiru, czym zraził sobie mieszkańców północnych prowincji (Calenardhonu, Ithilien i Anórien). W 1447 roku Castamir musiał stawić czoło powracającemu Eldacarowi. Został przez niego zabity w bitwie u brodów na Erui. Synowie Castamira przeżyli i założyli pirackie państewko w Umbarze. Czasem nazywano go Castamirem Samozwańcem.

#### Aldamir
Był dwudziestym trzecim królem Gondoru, urodził się w 1330 roku TE jako młodszy syn króla Eldacara. Na tron wstąpił w 1490 roku. Panował przez 50 lat. Poległ w 1540 roku podczas wojny z Haradrimami i Korsarzami z Umbaru (na czele tych ostatnich stali potomkowie Castamira Samozwańca).
Imię Aldamir znaczy Klejnot drzewa.
Zobacz też: Aldmir – męskie imię germańskie

#### Hyarmendacil II
Był dwudziestym czwartym królem Gondoru, urodził się w 1391 roku TE, na tron wstąpił w 1540 roku. Panował do końca swego życia, przez 81 lat. W 1551roku, w wojnie z Haradrimami (wspieranymi przez Korsarzy?) odniósł zwycięstwo. Przybrał wtedy imię Hyarmendacil (wcześniej nazywał się Vinyarion). Zmarł w 1621 roku.
Imię Hyarmendacil znaczy Zwycięzca Południa.

#### Minardil
Był dwudziestym piątym królem Gondoru, urodził się w 1454 roku TE, na tron wstąpił w 1621 roku. Panował do końca swego życia, przez 13 lat. Swoim namiestnikiem mianował Húrina z Emyn Arnen. Zginął w walce z Korsarzami z Umbaru, którzy (pod wodzą Angamaitë i Sangahyando, potomków Castamira) napadli na Pelargir. Prócz swojego następcy, monarcha miał młodszego syna Minastana.
Imię Minardil znaczy Miłujący wieżę.

#### Telemnar
Był dwudziestym szóstym królem Gondoru, urodził się w 1516 roku TE, na tron wstąpił w 1634 roku. Dwa lata później ze wschodu przyszła zaraza, zwana Wielkim Morem. W jej trakcie uschło Białe Drzewo, umarł też monarcha i wszystkie jego dzieci. Panował najkrócej ze wszystkich władców Południowego Królestwa. Następnym królem został bratanek Telemnara, Tarondor.
Imię Telemnar znaczy Srebrny Płomień.

#### Tarondor
Był dwudziestym siódmym królem Gondoru, urodził się w 1577 roku TE jako syn Minastana, młodszego brata króla Telemnara. Na tron wstąpił w 1636 roku po tym, jak jego stryj zmarł (wraz ze swymi dziećmi) w czasie Wielkiego Moru. W 1640 roku przeniósł stolicę do Minas Anor, ponieważ Osgiliath było całkiem wyludnione i zaczęło popadać w ruinę. Zasadził tam nowe Białe Drzewo (poprzednie uschło w czasie zarazy). Panował do końca życia, przez 162 lata, najdłużej ze wszystkich władców Południowego Królestwa. Podczas swoich rządów odbudował armię i zaprowadził porządek wewnętrzny w kraju. Opuszczone jednak zostały twierdze, strzegące Mordoru. Zmarł w 1798 roku.
Imię Tarondor znaczy Królewska skała.

#### Telumehtar
Był dwudziestym ósmym królem Gondoru, urodził się w 1632 roku TE, na tron wstąpił w 1798 roku. Panował do końca swego życia, przez 52 lata. Zmarł w 1850 roku. Za jego rządów Korsarze z Umbaru dokonywali łupieżczych napadów na całe wybrzeże Gondoru. Zaniepokojony tym monarcha zebrał silną armię i w 1810 roku zdobył Umbar, włączając go do królestwa (w tej wojnie zginęli ostatni potomkowie Castamira). Po tym zwycięstwie Telumehtar przybrał przydomek Umbardacil. Prócz swojego następcy, monarcha miał jeszcze jednego syna, Arciryasa.
Imię Telumehtar znaczy Szermierz nieba (ewentualnie Rycerz nieba), zaś przydomek Umbardacil – Zwycięzca Umbaru.

#### Narmacil II
Był dwudziestym dziewiątym królem Gondoru, urodził się w 1684 roku TE, na tron wstąpił w 1850 roku. Panował tylko 6 lat. Już w następnym roku atakować królestwo zaczęli nowi wrogowie – Woźnicy. W 1856 roku zorganizowali wielki najazd na Gondor i podbili południowo-wschodnią część Rhovanionu. Narmacil próbował ich pokonać, lecz mimo wsparcia Nortów (pod wodzą Marhariego) poniósł klęskę i zginął w bitwie na Równinach w 1856 roku.
Imię Narmacil znaczy(prawdopodobnie) Miecz słońca.

#### Calimehtar
Był trzydziestym królem Gondoru, urodził się w 1736 roku TE, na tron wstąpił w 1856 roku. Panował do końca swego życia, przez 80 lat. Zmarł w 1936 roku. Umocniwszy królestwo postanowił pokonać Woźników, stanowiących ciągłe zagrożenie dla Gondoru. Jego sojusznikiem był Marhwini. Z jego znacznym wsparciem odniósł zwycięstwo w bitwie na Dagorlad w 1899 roku. Dzięki temu Gondor mógł przez kilkanaście lat cieszyć się pokojem. W 1900 roku Calimehtar zbudował słynną Białą Wieżę w Minas Anor.
Imię Calimehtar znaczy Jasny Rycerz (ewentualnie Jasny szermierz).

#### Ondoher
Był trzydziestym pierwszym królem Gondoru, urodził się w 1787 roku TE, na tron wstąpił w 1936 roku. Był rozważnym władcą, choć panował tylko 8 lat. Nawiązał bliższe stosunki z Araphantem, królem Arthedainu, licząc na wzajemną pomoc obu królestw. Sojusz przypieczętowało w 1940 roku małżeństwo Arvedui, spadkobiercy Araphanta, z Fíriel, córka Ondohera. Cztery lata później na Gondor ruszyli Woźnicy. Król ostrzeżony wcześniej (przez Forthwiniego) był w stanie wystawić tylko niewielką armię. Mimo tego postanowił odeprzeć napaść. W czasie marszu, 12 lipca 1944 roku został zaskoczony niespodziewanym atakiem na Dagorlad. Doszło do bitwy i monarcha padł w pierwszym starciu. Jego ciała nigdy nie odnaleziono. Synowie króla, Artamir i Faramir, również polegli w walce, przez co dynastia omal nie wygasła. Tron objął krewniak Ondohera, Eärnil.
Tron powinna dziedziczyć córka Onodhera, Fíriel i jej mąż Arvedui, ich roszczenia zostały jednak odrzucone

#### Eärnil II
Był trzydziestym drugim królem Gondoru, urodził się w 1883 roku TE, jako syn Siriondila, potomka króla Telumehtara. Eärnil zasłynął jako zdolny i doświadczony dowódca. W 1944 roku na czele Armii Południa rozgromił wojska Haradu i Khandu (wspierane przez Woźników), które wtargnęły do Ithilien Południowego. Następnie pospieszył na północ, zebrał rozbite wcześniej w bitwie na Dagorlad gondorskie oddziały i nagłym atakiem zwyciężył Woźników w Bitwie o Obóz.
Ponieważ król Ondoher i jego synowie polegli wcześniej w boju, Eärnil zgłosił swe pretensje do tronu. Rada Gondoru zaakceptowała jego kandydaturę, odrzucając jednocześnie roszczenia Arvedui. Koronacja odbyła się w 1945 roku. Nowy monarcha okazał się mądrym i rozważnym władcą. Panował do swej śmierci, przez 98 lat. Starał się wspierać sojuszniczy Arthedain – w 1974 roku wysłał wojska na pomoc, które choć przybyły za późno, by ocalić królestwo, stanowiły rdzeń Armii Zachodu, która zniszczyła Angmar w 1975 roku. W 2000 roku Nazgûle zaatakowały Minas Ithil, które zdobyły 2 lata później. Eärnilowi nie udało się odzyskać tej twierdzy. Zmarł w 2043 roku.
Imię Eärnil znaczy Miłujący morze (ewentualnie Oddany morzu).

#### Eärnur
Był trzydziestym trzecim królem Gondoru i ostatnim z dziedziców Anáriona. Urodził się w 1928 roku TE. W 1974 roku TE został wysłany na czele armii z pomocą dla zagrożonego królestwa Arthedainu. Zjawił się jednak za późno, gdy wojska Angmaru pod wodzą Czarnoksiężnika podbiły już cały kraj. Gondorczycy nie wycofali się – wokół nich skupiły się resztki Dúnedainów z Arthedainu, jak i oddziały elfów z Lindonu i Rivendell oraz garstka hobbitów z Shire’u. Armia ta, zwana Armią Zachodu, starła się w bitwie pod Fornostem w 1975 roku z wojskami Angmaru i zwyciężyła je. Pod koniec batalii Eärnur spotkał się z Czarnoksiężnikiem, lecz nie stawił mu czoła, gdyż jego przerażony koń poniósł go. Mimo zwycięstwa syn Eärnila pałał żądzą odwetu, chcąc zmyć hańbę, jaką się okrył.
W 2043 roku wstąpił na tron i wówczas Wódz Nazgûli, władający (od 2002 roku) Minas Morgul, wyzwał go na pojedynek. Od przyjęcia wyzwania powstrzymał monarchę namiestnik Mardil. Jednak w 2050 roku ponowiono wyzwanie i Eärnur ruszył z niewielkim pocztem do Minas Morgul, skąd nigdy nie wrócił ani on, ani nikt z jego orszaku. Najpewniej króla zdradziecko pojmano i zakatowano na śmierć w lochach twierdzy.
Eärnur nigdy nie pojął żony i nie pozostawił potomka, więc władzę w imieniu króla zaczął sprawować namiestnik Mardil.
Monarcha znany był ze swojej dumy, porywczego charakteru i wielkiego zamiłowania do rycerskiego rzemiosła. Przez całe swoje panowanie nie dbał o nic, prócz wojska. Z wielką namiętnością brał udział w turniejach.

##### W świecie zewnętrznym
W grze MMORPG Lord of the Rings Online w jednej z misji niegrywalna postać (elf Laerdan) twierdzi, że główny antagonista Mordirith to Eärnur, który w lochach Minas Morgul został zraniony Nożem Morgul i stał się Upiorem podobnym do Nazgûli.
Imię Eärnur (jego pełna forma to Eärendur) znaczy Miłujący morze (ewentualnie Oddany morzu, Żeglarz).

### Ród Telcontaron

#### Elessar
Był trzydziestym czwartym królem Gondoru. Panował w latach 3019 TE – 120 Czwartej Ery jako król Zjednoczonego Królestwa Arnoru i Gondoru.

#### Eldarion
Był trzydziestym piątym i ostatnim znanym z mitologii Tolkiena królem Gondoru. Urodził się w Czwartej Erze, jako syn Aragorna i Arweny. Miał kilka sióstr. Panował od roku 120 CE jako władca Zjednoczonego Królestwa Arnoru i Gondoru.
Za czasów Eldariona rozgrywa się akcja nigdy niedokończonej przez Tolkiena kontynuacji Władcy Pierścieni pod tytułem Nowy Cień (opublikowana została w tomie XII Historii Śródziemia).
W ekranizacji powieści w postać Eldariona wcielił się Sadwyn Brophy. Pojawia się on w zupełnie innych okolicznościach, niż w literackim pierwowzorze – w filmie Powrót króla Arwena jadąc do Szarych Przystani ma widzenie, w którym obserwuje Eldariona bawiącego się z Aragornem w Minas Tirith.
Imię Eldarion znaczy Syn Eldarów.

## Geografia

### Miasta

#### Calembel
Pojawia się w Powrocie króla, trzeciej części Władcy Pierścieni. Jest zaznaczone i podpisane na mapie Gondoru dołączonej (nie we wszystkich wydaniach) do trzeciego tomu powieści.
Było położone u brodu na rzece Ciril. Było głównym ośrodkiem Lamedonu i najpewniej tam rezydował władca tego lenna (pod koniec Trzeciej Ery był nim Angbor).
Podczas Wojny o Pierścień, 9 marca 3019 roku Trzeciej Ery, przez miasto, z którego uciekli mieszkańcy, przemaszerował Aragorn na czele Szarej Drużyny i Armii Umarłych.
Nazwa Calembel pochodzi z sindarinu i znaczy w tej mowie Zielony gród. W przekładzie Władcy Pierścieni Jerzego Łozińskiego oraz w starych wydaniach (sprzed 1996) w przekładzie Marii Skibniewskiej występuje pisownia Kalembel.

#### Dol Amroth

Flaga Dol Amroth

Zamek i port, główne miasto Belfalasu w Gondorze nad północnymi brzegami zatoki Belfalas. Herbem książąt Dol Amroth był Statek i Srebrny Łabędź, sztandary zaś miały barwę błękitną. W czasie Wojny o Pierścień władcą tej krainy był Imrahil, syn Adrahila.
W mieście wznosiła się Morska Wieża (ang. Sea-ward Tower, sin. Tirith Aear).

#### Edhellond
Edhellond (sin., Przystań elfów) – elficka przystań w Belfalas, położona u zbiegu rzek Morthond i Ringló. Założona została przez grupę elfów, którym na trzech statkach udało się uciec (w 474 roku Pierwszej Ery) ze zniszczonych przez wojska Morgotha portów Brithombar i Eglarest w Beleriandzie. W późniejszych latach przystań rozbudowali elfowie przybywający głównie z Lothlórien. Stamtąd odpływały ich statki kierujące się na Zachód. Ostatecznie Edhellond (zwany też Przystanią Amrotha) został opuszczony w 1981 roku Trzeciej Ery.

#### Ethring
Ethring było głównym miejscem przeprawy przez Ringló, usytuowane w pobliżu wejścia do doliny Ringló, pięćdziesiąt mil poniżej źródła rzeki w Ered Nimrais. Miasto przecinał gościniec zaczynający się w Górach Białych, później przechodzący przez Calembel, a dalej prowadzący do portowego Linhir. Z tego wynika, że Aragorn wraz z Szarą Drużyną musiał przechodzić przez Ethring dążąc do Minas Tirith na Wojnę o Pierścień.

#### Harlond
Pojawia się w Powrocie króla.
Była to przystań położona nad Anduiną naprzeciw Emyn Arnen, w odległości około jednej stai od Minas Tirith. Była portem tego miasta (włączonym w obręb fortyfikacji Rammas Echor) dla pełnomorskich statków przypływających z południa Gondoru.
W czasie bitwy na polach Pelennoru właśnie tam przybiła flota Aragorna II.
Nazwa Harlond pochodzi z sindarinu i znaczy w tej mowie Południowa przystań.
Przystań Harlond pokazana została w ekranizacji powieści (w reżyserii Petera Jacksona), w filmie Powrót króla, w scenie przybicia floty Aragorna.

#### Linhir
Jest zaznaczone i podpisane na mapie Gondoru dołączonej (nie we wszystkich wydaniach) do trzeciego tomu powieści.
Było to miasto portowe położone u zbiegu rzek Gilrainy i Serni. Znajdowało się w granicach Lebenninu. Podczas Wojny o Pierścień doszło tam do bitwy pomiędzy Gondorczykami a Korsarzami z Umbaru.
Nazwa Linhir pochodzi z sindarinu i znaczy w tej mowie Dźwięczna rzeka.

### Krainy

#### Andrast
Był to półwysep wyznaczający granicę między Zatoką Belfalas a Wielkim Morzem Belegaër. Zakończony był przylądkiem o tej samej nazwie.
Nazwa przylądka pochodzi z sindarinu i znaczy Długie wybrzeże.

#### Anfalas
Informacje na jej temat znajdują się w Powrocie króla, trzeciej części  Władcy Pierścieni. Anfalas jest zaznaczone i podpisane na mapach Środziemia dołączonych do powieści.
- W angielskim oryginale – Anfalas / Langstrad
- Przekład Marii Skibniewskiej – Anfalas / Długie Wybrzeże
- Przekład Jerzego Łozińskiego – Anfalas / Długi Brzeg
- Przekład Marii i Cezarego Frąców – Anfalas / Langstrad

Była to nadmorska prowincja Gondoru położona na południe od Pinnath Gelin, pomiędzy ujściami rzek Lefnui i Morthond. Do Gondoru ziemie te włączono zapewne za rządów Królów Żeglarzy. W późniejszych wiekach ustanowiono tam lenno. Podczas Wojny o Pierścień władcą Anfalas był Golasgil.
Jak się zdaje, pod koniec Trzeciej Ery była to niezbyt bogata prowincja, zamieszkana w większości przez myśliwych, rybaków i pasterzy.
Nazwa w języku westron, Długie Wybrzeże, jest dosłownym tłumaczeniem sindarińskiej nazwy Anfalas.

#### Anórien
Położone na północ od Minas Tirith i Ered Nimrais, było jedyną krainą Calenardhonu nie oddaną pod kontrolę Rohirrimów. Mering i Las Firien były jego zachodnią granicą, a ujście Rzeki Entów – północną. Jego wschodnią granicę tworzyła Anduina. Na północnym wschodzie znajdowała się ufortyfikowana wyspa Cair Andros ze stałą załogą. Nie było tam większych miast.
Podczas Wojny o Pierścień do Anórien wtargnęła armia Mordoru, która miała zablokować drogę idącym z odsieczą Gondorowi Rohirrimom. Armia króla Théodena wyminęła ową armię przeprawiając się przez Las Druadan porastający północne zbocza Białych Gór. Przez leśne ostępy prowadzili ich Dzicy Ludzie.

#### Belfalas
Informacje na jej temat znajdują się w trzecim tomie Władcy Pierścieni oraz w Niedokończonych opowieściach. Belfalas jest zaznaczone i podpisane na mapach Śródziemia dołączonych do powieści.
Była to nadmorska prowincja położona pomiędzy rzekami Morthondą i Gilrainą. Jej głównym ośrodkiem było Dol Amroth. Do Gondoru obszar ten należał już od początku jego istnienia (3320 rok Drugiej Ery).
Dużo wcześniej, jeszcze przed Upadkiem Númenoru, osiedlały się w Belfalas liczne grupy Dúnedainów ze stronnictwa Wiernych. Dlatego też w żyłach mieszkających tam Gondorczyków płynęło więcej czystej krwi númenorejskiej niż wśród ludności innych regionów. Ich codzienną mową był sindarin. Wyróżniali się wysokim wzrostem, ciemnymi włosami i siwą barwą oczu. Z tej prowincji pochodzili znakomici harfiarze, najlepsi muzycy Gondoru.
Całe Belfalas było lennem książąt Dol Amrothu. Podczas Wojny o Pierścień przedstawicielem tego rodu był książę Imrahil.
Do 1981 roku Trzeciej Ery istniała w Belfalas przystań elfów zwana Edhellond. Częściami tej prowincji było również Harfalas i Dor-en-Ernil.
Nazwa Belfalas pochodzi z sindarinu i znaczy w tej mowie Wybrzeże Bel. Słowo Bel wywodzi się z języka ludzi z czasów przed przybyciem Númenorejczyków do Śródziemia. Jego znaczenie zostało z czasem zapomniane.

#### Calenardhon
Był to region równin i niewielkich wzgórz, położony w północnej części Gondoru, między Anduiną a Iseną; być może także na zachód od Iseny. Za czasów panowania króla Telemnara mieszkańcy tego regionu zostali zdziesiątkowani przez Wielki Mór. Następne najechany przez Balków w 2510 roku Trzeciej Ery, którzy wymordowali lub wzięli w niewolę i uprowadzili pozostałą ludność.
Po bitwie na polach Celebrantu, w podzięce za odsiecz Éothéodów, namiestnik Cirion dał im Calenardhon, by tam zamieszkali, w zamian za wieczyste zobowiązanie sojuszu. Po osiedleniu się tam Éothéodów kraj został nazwany Rohanem.

#### Harondor
Informacje na jej temat znajdują się w Dodatkach do trzeciego tomu Władcy Pierścieni. Harondor jest zaznaczony i podpisany na mapach Śródziemia dołączonych do powieści.
Była to prowincja położona pomiędzy rzekami Poros i Harnen. Przez jej obszar biegła droga z Pelargiru do Haradu. Ziemie te włączono do Gondoru najpewniej za rządów Królów Żeglarzy (ostatecznie zapewne około 1050 roku Trzeciej Ery). Od 1448 roku toczyły się tam ustawiczne walki Gondorczyków z Korsarzami i Haradrimami. Ci ostatni zajęli tę prowincję dopiero za rządów namiestnika Túrina II (około 2885 roku). Później zapewne dalej miały tam miejsca starcia i pod koniec Trzeciej Ery określano Harondor jako kraj opustoszały i sporny. Niewątpliwie król Elessar włączył tę prowincję do Zjednoczonego Królestwa Arnoru i Gondoru.
Nazwa Harondor pochodzi z sindarinu i znaczy w tej mowie Południowy Gondor. W westronie zwano ten obszar Gondorem Południowym.

#### Lamedon
Informacje na jej temat znajdują się w Powrocie króla, trzeciej części Władcy Pierścieni. Lamedon jest zaznaczony i podpisany na mapach Śródziemia dołączonych do powieści.
Była to prowincja położona u podnóży Ered Nimrais, między górnym biegiem rzek Ciril i Ringló. Jej głównym ośrodkiem było miasto Calembel. Do Gondoru włączono te ziemie w bliżej nieznanym czasie i ustanowiono tam lenno. Podczas Wojny o Pierścień władcą Lamedonu był Angbor.
Jak się zdaje znaczną część ludności tej prowincji stanowili bitni górale.
Nazwa Lamedon pochodzi z sindarinu i (prawdopodobnie) znaczy w tej mowie Szeroki, podmokły kraj.

#### Lebennin
Kraina ta leżała w południowym Gondorze, mniej więcej w dorzeczu Gilrainy, Serni, Celosu, Sirith i Erui, słynnych pięciu rzek Lebennin. Jej mieszkańcy byli spokrewnieni z Dúnedainami i pomniejszymi plemionami. Stolicą Lebenninu był Pelargir. Podczas Wojny o Pierścień zostało zaatakowane przez Korsarzy z Umbaru, ocalili je Aragorn z Umarłymi podczas marszu do oblężonego Minas Tirith.

#### Lossarnach
Informacje na jej temat znajdują się w Powrocie króla, trzeciego tomu powieści Władca Pierścieni. Lossarnach jest zaznaczone i podpisane na mapie Gondoru dołączonej (nie we wszystkich wydaniach) do tej książki.
Była to prowincja położona na północ od Lebennin, u źródeł rzeki Erui i podnóży Ered Nimrais. Obejmowała głównie górskie doliny. Do Gondoru należała zapewne od początku istnienia tego państwa (rok 3320 Drugiej Ery). Ustanowiono tam lenno. Pod koniec Trzeciej Ery władcą Lossarnach był Forlong.
W większości mieszkańcy Lossarnach byli potomkami dawnej ludności Ered Nimrais, żyjącej tam przed założeniem królestwa Gondoru. W porównaniu do mieszkańców Minas Tirith byli oni niżsi i mieli bardziej ciemną cerę. W tej prowincji żyło też sporo, jak się zdaje, rodzin dawnych mieszkańców Ithilien.
Przed Wojną o Pierscień przywożono stąd zioła lecznicze do Minas Tirith.
Nazwa Lossarnach pochodzi z sindarinu i znaczy w tej mowie Kwietny Arnach. Słowo Arnach pochodzi z języka ludzi z czasów przed przybycia Númenorejczyków. Z biegiem czasu jego znaczenie zostało zapomniane.

#### Pinnath Gelin
Informacje na jej temat znajdują się w Powrocie króla. Pinnath Gelin jest zaznaczone i podpisane na mapach Śródziemia dołączonych do Władcy Pierścieni.
- W angielskim oryginale – Pinnath Gelin / Green Hills
- Przekład Marii Skibniewskiej – Pinnath Gelin / Zielone Góry, Zielone Wzgórza
- Przekład Jerzego Łozińskiego – Pinnat Gelin / Zielone Stoki
- Przekład Marii i Cezarego Frąców – Pinnath Gelin / Zielone Wzgórza

Było to pasmo wzgórz położone na północ od Anfalas. Do Południowego Królestwa włączono te ziemie zapewne za rządów Królów Żeglarzy. W bliżej nieznanym czasie ustanowiono tam lenno. Podczas Wojny o Pierścień władcą Pinnath Gelin był Hirluin.
Nazwa Pinnath Gelin pochodzi z sindarinu i znaczy w tej mowie Zielone grzbiety. W westronie zwano tę prowincję Zielonymi Wzgórzami.

#### Tumladen
Była to dolina, znajdująca się w południowym Gondorze, blisko Arnach. Tumladen jest zaznaczone przez Tolkiena na mapie należącej do Pauline Baynes.
Podczas Wojny o Pierścień Tumladen było schroniskiem dla kobiet, dzieci i starców z Minas Tirith.

#### Imloth Melui
Informacje na jej temat znajdują się w Powrocie króla. Opowiada o niej Ioreth, uzdrowicielka z Domów Uzdrowień w Minas Tirith.
Była to kraina, w której rosły niezwykle aromatyczne róże, zapachem przypominające mielony athelas.

### Rzeki

#### Ciril
Płynęła przez Lamedon, stanowiła dopływ Ringló.

#### Erui
Pewne wzmianki na jej temat znajdują się w Dodatkach do trzeciego tomu Władcy Pierścieni. Rzeka ta jest zaznaczona i podpisana na mapach Śródziemia dołączonych do powieści.
Jej źródła znajdowały się w Ered Nimrais, wśród górskich dolin Lossarnach. Płynęła w kierunku południowym i wpadała do Anduiny. Erui stanowiła granicę pomiędzy prowincjami Lebennin i Anórien. Rzekę, w miejscu gdzie znajdowały się brody, przecinał Gościniec Południowy z Minas Tirith do Pelargiru.
Nazwa Erui pochodzi z sindarinu i znaczy w tej mowie Pierwszy. Rzeka nosiła takie miano, bowiem była pierwszą (licząc od wschodu) z rzek Gondoru, które wpadały bądź do Anduiny, bądź do Zatoki Belfalas.

#### Mering
Graniczna rzeka między Rohanem a Gondorem. Strumień ten tworzył granicę między Wschodnią Bruzdą, prowincją Rohanu, a Anórien, prowincją Gondoru. Przepływał przez Las Firien rosnący wokół wzgórza Halifirien.

#### Morthond
Inaczej zwana Czarnym Korzeniem. Morthond był długą, zimną rzeką biorącą początek w Ered Nimrais. Źródło znajdowało się blisko południowego wyjścia ze Ścieżki Umarłych i tworzyła serię kaskad wodnych wpływając do Doliny Czarnego Korzenia. Droga od Ścieżki do Głazu Isildura w Erech prowadziła wzdłuż strumienia, a później go przekraczała.
Po minięciu Erech rzeka płynęła w kierunku południowo-zachodnim, a następnie na południowy wschód wymijając Pinnath Gelin. Następnie wpadała do Ringló i uchodziła niedaleko Edhellondu do Morza.

#### Poros
Wspominana w tekście  Władcy Pierścieni. Jest zaznaczona i podpisana na mapach Śródziemia załączonych do powieści.
Jej źródła znajdują się w południowej części Gór Cienia, na granicy Mordoru. Płynie na zachód, przez Ithilien i Harondor, i wpada do Anduiny od wschodu, tuż przed jej ujściem do morza. Poros oddziela Gondor właściwy (północny), od opustoszałego Gondoru Południowego. Jego długość to w przybliżeniu 400 númenorejskich mil. W jej górnym biegu położone były brody, przez które prowadził trakt do Haradwaith. W pobliżu Brodu znajdował się grobowiec Haudh in Gwanûr.
Nazwa Poros pochodzi zapewne z sindarinu.

#### Ringló
Był to największy dopływ Morthondu. Płynęła przez Lamedon, gdzie dołączała do niej Ciril.

#### Serni
Płynęła przez Lebennin, wpływała do Gilrainy w pobliżu Linhiru. Jej nazwę zapisywano także jako Sernui.
Jej nazwa pochodzi z sindarinu i znaczy Kamienny.

#### Lefnui
Była najbardziej wysuniętą na zachód rzeką Gondoru. Źródło znajdowało się w Białych Górach. Dalej płynęła wzdłuż Andrastu i przy Pinnath Gelin.
Jej nazwa pochodzi z sindarinu i znaczy „Piąty”.

#### Sirith
Wspominana jest w tekście  Władcy Pierścieni oraz w Dodatkach do trzeciego tomu tej powieści. Sirith jest zaznaczona i podpisana na mapach Śródziemia dołączonych do Władcy Pierścieni.
- Przekład Jerzego Łozińskiego – Sirit

Jej źródła znajdowały się w górach Ered Nimrais. Płynęła w kierunku południowym i do Anduiny wpadała w Pelargirze.
Jej nazwa pochodzi z sindarinu i znaczy w tej mowie Płynący strumień.